# Félix Amat
Félix Amat Palau y Pont (Sabadell, 10 agosto 1750 – Barcellona, 11 novembre 1834) è stato un arcivescovo cattolico, teologo e bibliotecario spagnolo.

## Biografia
Fu arcivescovo titolare di Palmira, confessore di Carlo IV di Spagna e sostenitore di Giuseppe Bonaparte.

## Opere
- Angelicae Theologiae Theoremata, Barcelona, 1770.
- El Doctor de la Verdad, Barcelona, 1780
- Oración Fúnebre por el obispo Climent, Barcelona, 1781.
- Sermones, Barcelona, 1783.
- Constituciones del Seminario episcopal de Barcelona, Barcelona, 1784.
- Tratado de la Iglsia de Jesucristo, Madrid y Barcelona, 1793-1805.
- Seis cartas a Irénico (Barcelona, 1817),
- Resumen o índice sumario del Tratado de la iglesia de Jesucristo, o Historia Eclesiástica, Madrid, 1807.
- Adiciones o correcciones a la Historia Eclesiástica, Madrid, 1808.
- Deberes del cristiano en tiempo de revolución hacia la potestad pública, Madrid, 1813.
- Observaciones pacíficas sobre la potestad eclesiástica, Barcelona, 1819-1822, tres vols.
- Ecclesiae Jesuchristi sumarium historicum, Barcelona, 1830.
- Meditaciones, Madrid, 1832.

## Genealogia episcopale
La genealogia episcopale è:
- Cardinale Scipione Rebiba
- Cardinale Giulio Antonio Santori
- Cardinale Girolamo Bernerio, O.P.
- Arcivescovo Galeazzo Sanvitale
- Cardinale Ludovico Ludovisi
- Cardinale Luigi Caetani
- Cardinale Ulderico Carpegna
- Cardinale Paluzzo Paluzzi Altieri degli Albertoni
- Papa Benedetto XIII
- Papa Benedetto XIV
- Papa Clemente XIII
- Cardinale Francesco Saverio de Zelada
- Cardinale Antonio Sentmanat y Castellá
- Cardinale Luis María de Borbón y Vallabriga
- Arcivescovo Félix Amat Palau y Pont